# Nothopsyche lanuginosa
Nothopsyche lanuginosa är en nattsländeart som först beskrevs av Mclachlan 1871.  Nothopsyche lanuginosa ingår i släktet Nothopsyche och familjen husmasknattsländor. Inga underarter finns listade i Catalogue of Life.